# 仁钦则乡
仁钦则乡（藏語：རིན་ཆེན་རྩེ་），是中华人民共和国西藏自治区日喀则市谢通门县下辖的一个乡镇级行政单位。

## 行政区划
仁钦则乡下辖以下地区：
国木德村、仁钦则村、夏美村、南木顶村、拉岗村、吾伦村、萨村、伦珠孜村、南木加岗村、驻勤村和罗林村。